# マゲラン

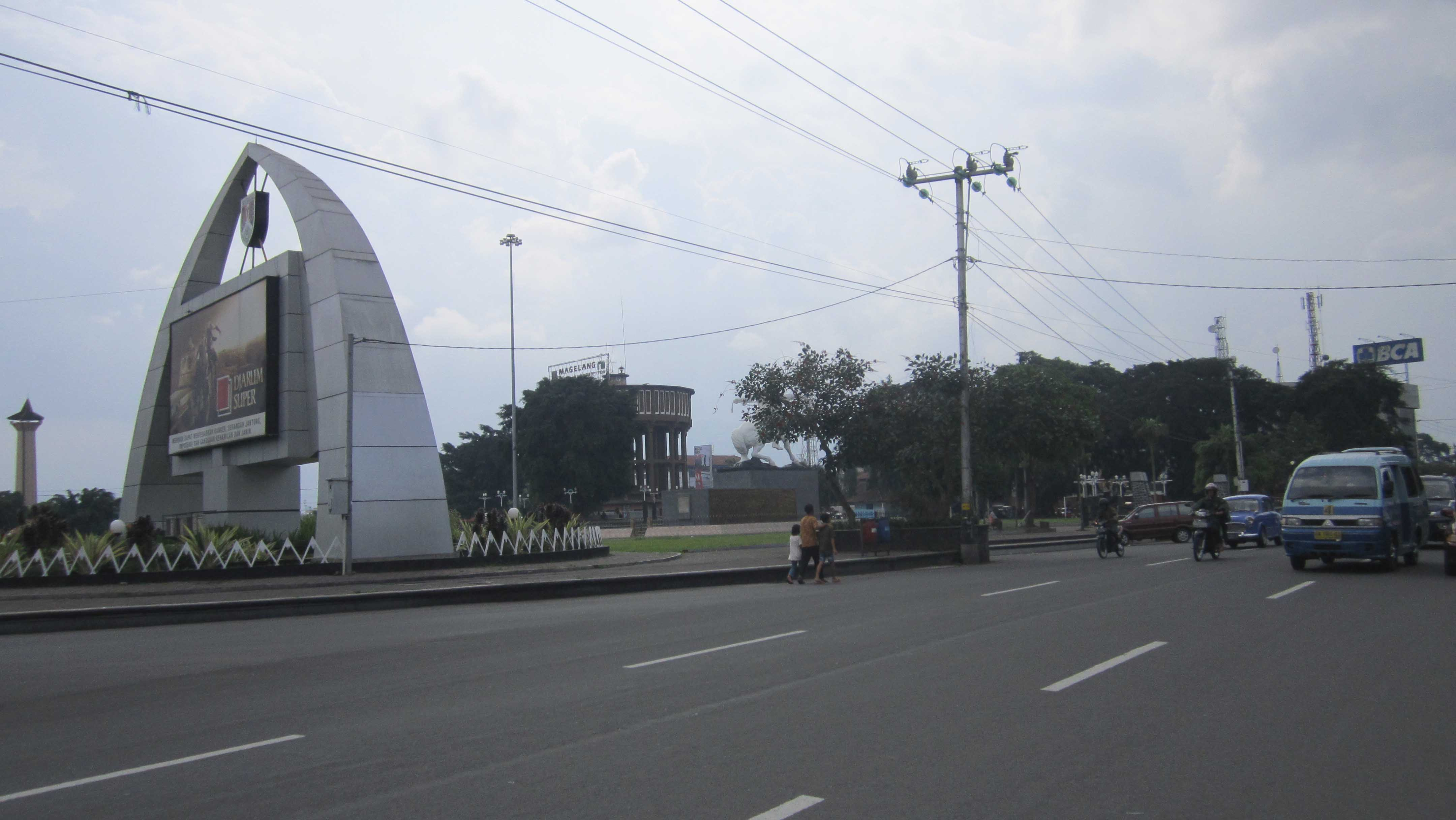
マゲラン中央公園

マゲランはインドネシアのジャワ島の中部ジャワ州の都市。マゲラン県の中にあり、メルバブ山とスンビン山に挟まれる。ジョグジャカルタの43 km北、ムンキドゥ (マゲラン県県都) の15 km北、スマラン (州都) の75 km南に位置する。マゲランは中部ジャワ州で最も人口密度の高い肥沃な農業地帯に位置する小さな都市である。西のプロゴ川、東のエロ川に挟まれる。

## 気候
| Magelangの気候       | Magelangの気候 | Magelangの気候 | Magelangの気候 | Magelangの気候 | Magelangの気候 | Magelangの気候 | Magelangの気候 | Magelangの気候 | Magelangの気候 | Magelangの気候 | Magelangの気候 | Magelangの気候 | Magelangの気候 |
| 月                   | 1月            | 2月            | 3月            | 4月            | 5月            | 6月            | 7月            | 8月            | 9月            | 10月           | 11月           | 12月           | 年             |
| -------------------- | -------------- | -------------- | -------------- | -------------- | -------------- | -------------- | -------------- | -------------- | -------------- | -------------- | -------------- | -------------- | -------------- |
| 日平均気温 °C （°F） | 24.6 (76.3)    | 24.6 (76.3)    | 24.9 (76.8)    | 25.2 (77.4)    | 24.9 (76.8)    | 24.4 (75.9)    | 24.0 (75.2)    | 24.2 (75.6)    | 24.5 (76.1)    | 25.1 (77.2)    | 24.9 (76.8)    | 24.7 (76.5)    | 24.7 (76.5)    |
| 降水量 mm （inch）   | 329.4 (12.969) | 311.6 (12.268) | 359.4 (14.15)  | 265.8 (10.465) | 172.0 (6.772)  | 76.5 (3.012)   | 59.1 (2.327)   | 53.8 (2.118)   | 80.3 (3.161)   | 163.5 (6.437)  | 239.1 (9.413)  | 315.5 (12.421) | 2,426 (95.512) |
| 平均降水日数         | 19.4           | 18.1           | 17.6           | 14.4           | 11.0           | 8.9            | 5.3            | 5.2            | 6.0            | 8.7            | 15.0           | 18.0           | 147.6          |
| 出典：               |                |                |                |                |                |                |                |                |                |                |                |                |                |

## 歴史

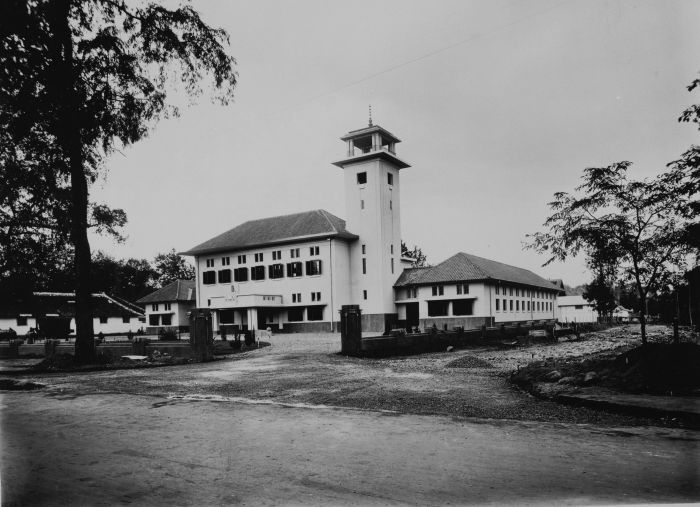
1925年 - 1936年の市役所

907年4月11日、マゲランは誕生した。当時は「マンチャシー」と呼ばれ、今では「メテセー」として知られる。マゲランの歴史上重要な意味を持つ銅碑が3つ存在し、それぞれポー、ギリカン、マンチャシーと呼ばれている。ポーとマンチャシーは古マタラム王国 (732年 - 1006年) のバリトゥン王の時代に書かれた。碑にはマンチャシー村とグランッガン村の事が書かれている。この2つの村はそれぞれメテセーとマゲランになった。マンチャシー村は非課税村として設置され、「パティー」 (現在で言う総理大臣) が指導した。ススンダラ山とウキル・スンビン山 (現在のシンドロ山とスンビン山) も書かれている。
18世紀、イギリスがマゲランを植民地にした。マゲランには植民地政府が置かれ、県と同格になった。マス・ンガベヒ・ダヌクロモはアルン・アルン (広場) と県知事住居、モスクを建設した。
1818年、マゲランは「カレシデナン・ケドゥ」の首都になった。
オランダがイギリスを撃退した後、マゲランは戦略的立地から経済の中心になった。
1918年、オランダは給水塔を設置した。
1927年、電気が通り、道路がアスファルトで舗装された。
マゲランにはオランダ領東インド時代は駐屯地が有った。インドネシア独立戦争ではインドネシア国軍が要塞として利用した。現在は国立軍事学校とタルナ・ヌサンタラ軍事関連学校がある。
2007年5月12日、梶村太一郎記者が、極東国際軍事裁判に提出されたオランダ政府の公文書30点を、1944年に日本軍がマゲランで行った強制慰安婦連行の証拠とした。

## 民族
マゲラン市民の宗教や信仰は多岐に及ぶ。多数派はムスリムだが、キリスト教や仏教、ヒンドゥー教、儒教のようなマイノリティグループも存在する。また心霊主義、ジャワの伝統信仰を信じる者も居る。2010年現在のマゲランの人口は118,227人、男女比は49:51である。

## 観光地

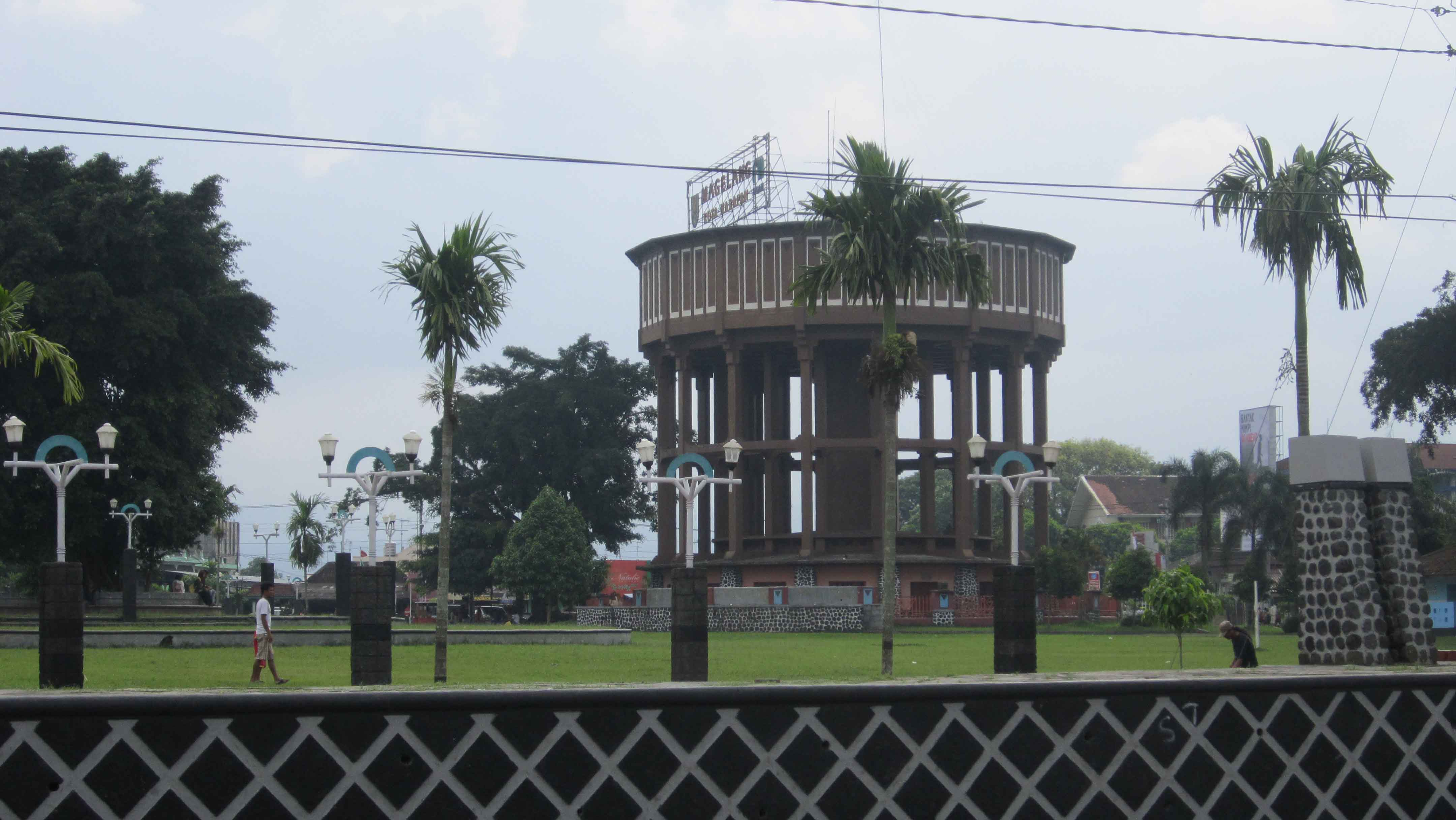
現在のマゲラン給水塔

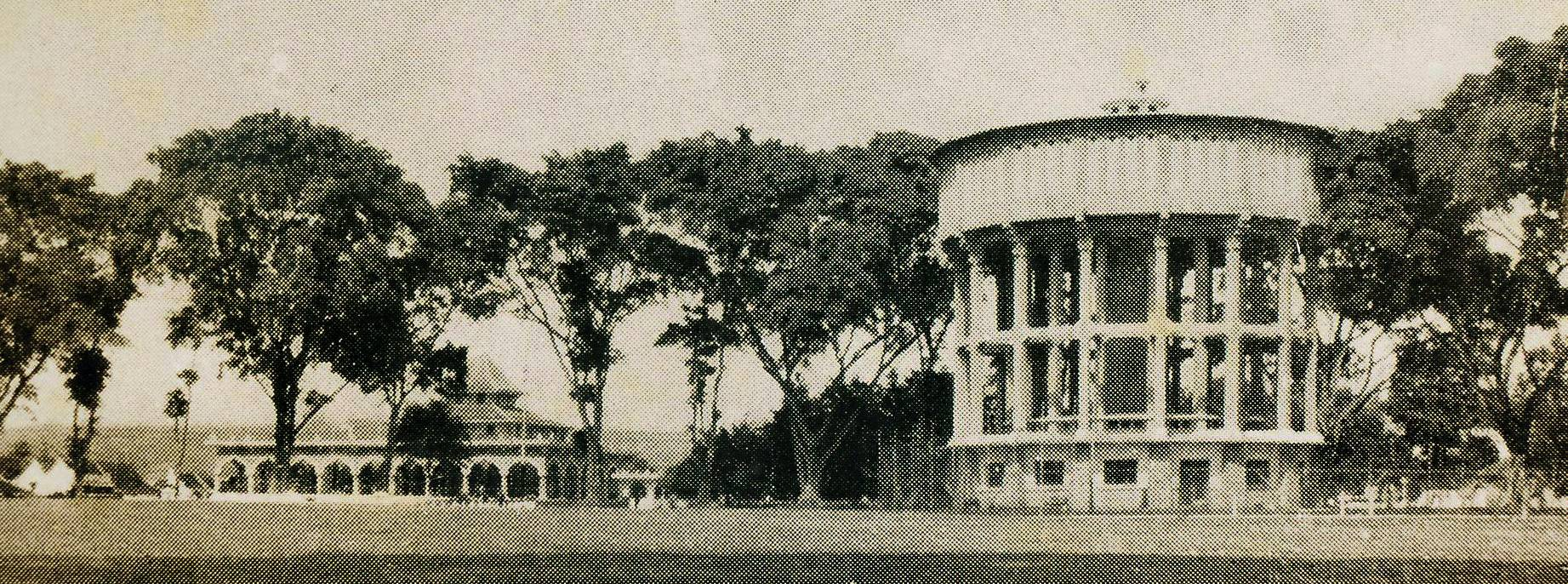
1925年のマゲラン給水塔

### 寺院
マゲランはボロブドゥール (9世紀の仏教遺跡) に近い。マゲラン県のチャンガル寺院には古マタラム王国のスリ・サンジャヤ初代王の名がサンスクリット語で刻まれている。

### ラフティング
エロ川ではホワイトウォーター・ラフティングが行える。エロ川の水はメルバブ山、テロモヨ山、ウンガラン山から来ており、ムラピ山の火山泥流の影響は受けない。エロ川は比較的安定した流れ特性と氾濫特性を持つためラフティングには最適であり、乾季にも雨期にも比較的安全に徒歩で渡河できる。難易度は最大でも3+で、家族向けである。12.5 kmの距離を2.5時間 - 3時間かけて下る。

### 博物館
多くのオランダ時代の建物が歴史遺産になっている。パンゲラン・ディポヌゴロ博物館として知られるカレシデナン・ケドゥ・ビルは、ディポヌゴロ王子がジャワ戦争 (1825 - 1830年) 中にオランダに逮捕された場所である。王子の椅子が展示されており、彼のものと信じられている爪が椅子の腕に残っている。マゲラン広場には彼の像が立っている。。

### ジャラン・ペムダ
ジャラン・ペムダ (若者通り) はペシナン (中華街) に位置する。この1.5kmの道は商業の中心で、小売店や飲食店も並ぶ。かつての線路に沿って伸びるこの道の一部は、自転車タクシー (ベカク) 専用道になっている。

### 市広場
アルン・アルン (市広場) は市の中心に位置する。マタハリ・ガルデナ百貨店や市唯一の映画館が面している。北側にはトリオ・プラザとBCA塔が、南側には警察署とBPD銀行、ジャラン・ペムダ沿いに儒教寺院が、西側には市最大のカウマン・モスクが有る。高さ15mの給水塔やディポネゴロの騎馬像も近くにある。

### 運動
マゲランには多くの競技場がある。例えば2006年には、ボロブドゥール国際ゴルフ・カントリー・クラブが開設した。この近くにはアブ・バクリン蹴球競技場がある。ゲドゥン・オラー・ラガ・サマプタ競技場が北マゲランにある。マゲランを中部ジャワ州の運動の中心にする計画が進んでいる。これはプロゴ川の東に位置する。

### 公園
市中心部から南に約1 km、センパカ通りに28 haのキャイ・ランッゲン公園が有る。希少植物の研究が行われている。子供や家族向けの遊び場が有る。この公園からプロゴ川に入れる。パーラワン通りのバダーン公園はキャイ・ランッゲンより小さく、子供の遊び場と考えられている。象や麒麟の動物像が有る。鷹匠がバクソ (肉団子) を売っている。

### ティダル山
ティダル山は南マゲランのマゲルサリに位置し、複合軍事学校(アクミル)が有る。イランのシェク・スバキルの残りがある。

### 大学
マゲラン市は小さいが、多くの大学が立地する。マゲラン軍事学校 (AKMIL)、マゲラン・ムハンマディヤー大学 (UMM)、マゲラン・ティダル大学 (UTM)、マゲラン・ビナ・パトゥリア電子大学 (STIMIK Bina Patria)、ティルタウィアヤサ水大学 (Akademi Tirtawiyasa)、マゲラン看護学校 (AKPER Magelang)が有名である。

## 交通

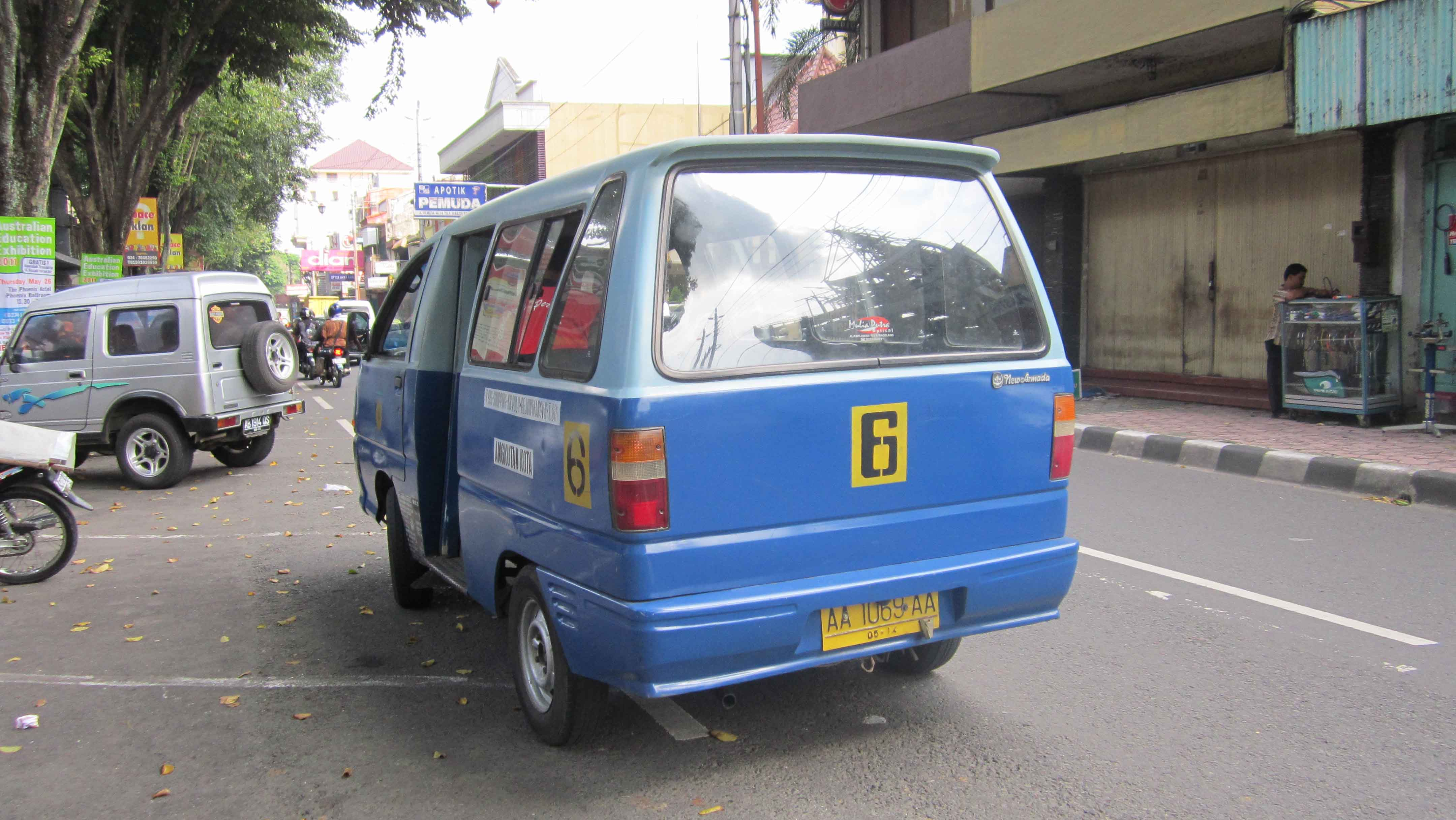
マゲラン大量公共輸送機関のジャルル6

自動車やバイク、バス、乗客用三輪自転車、自転車タクシー、自転車が多い。ほぼ全ての世帯が日常生活用にバイクを所有する。公共交通はバスと自動車が主である。かつてはスマランとジョグジャカルタを結ぶ鉄道がマゲラン中心部を通っていたが、郊外に線路が引き直された。市内の鉄道は費用が高いとして、政府が廃止した。マゲランは空港を持たないので、ジョクジャカルタのアジスチプト国際空港や、スラカルタのアディスマルモ国際空港、スマランのアフマド・ヤニ国際空港を利用する。マゲランからアジスチプト国際空港まではバスで約1.5時間かかる。近年はDAMRIバスを使ってより簡単に行けるようになった。2011年11月、ムラピ山の溶岩流がゲンポルのカリ・プティー川まで広がった為に、ジョグジャカルタまでの道は暫く通行不能になった。対策として、政府が推定640億ルピア (730万ドル) をかけて、架橋工事、2.3 kmにわたる浚渫工事、土地買収からなるプロジェクトを実施している。

## 標語
マゲランの標語はハラパン (希望) である。この語はインドネシア語の「暮らし」「安全」「きちんとした」「緑」「快適」から取ったアクロニムでもある。

## 写真

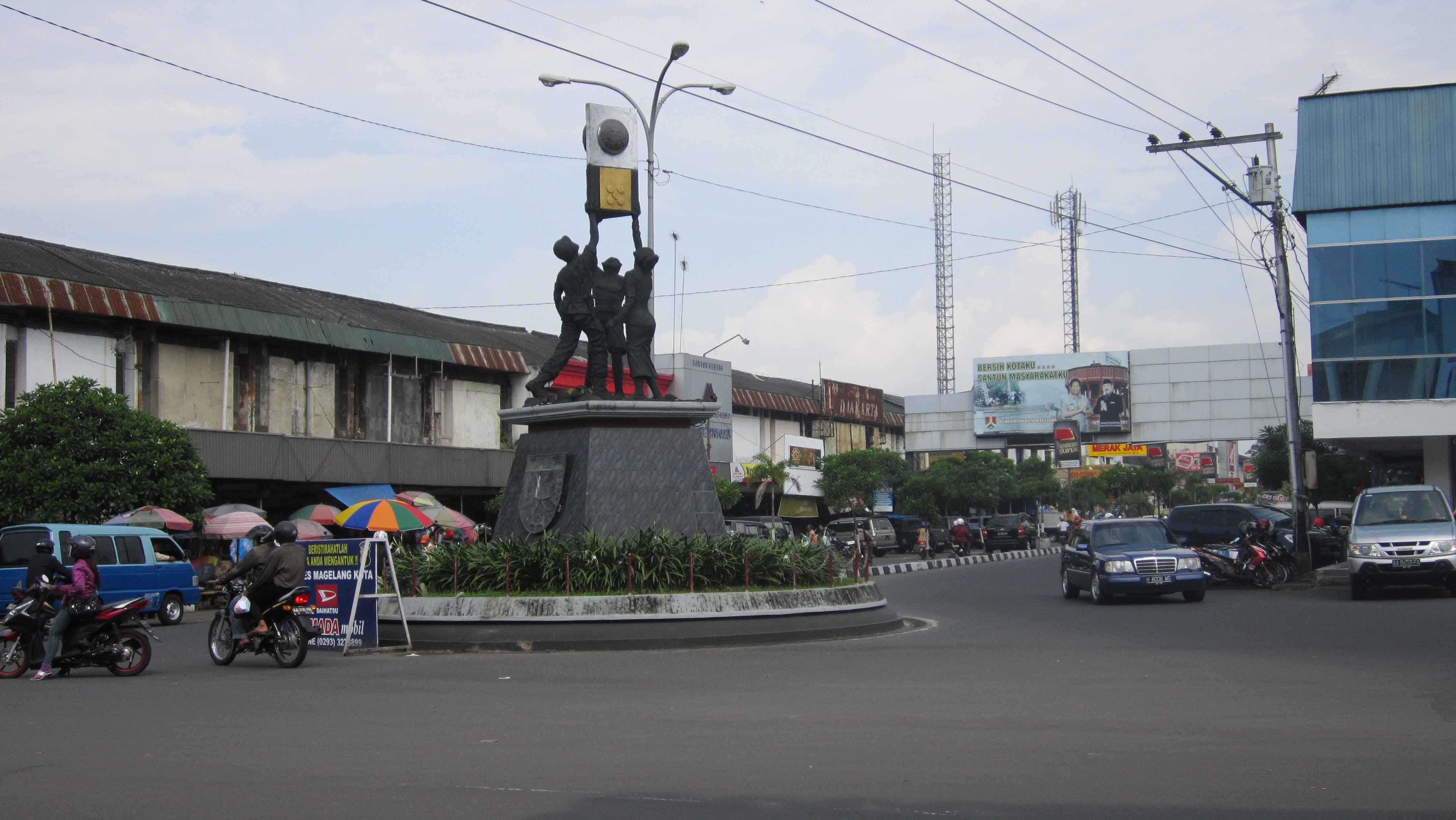
商店街
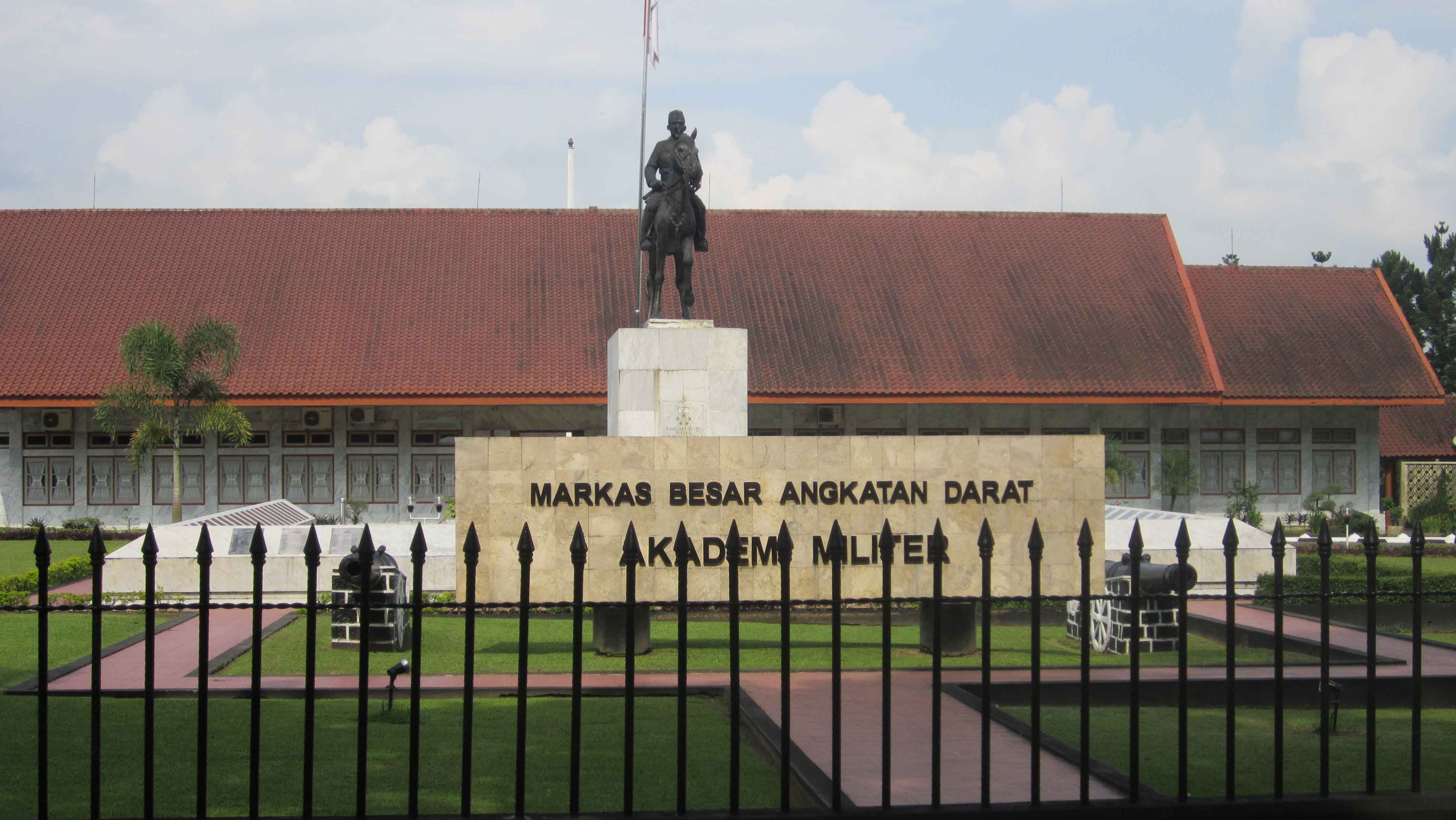
軍事学校
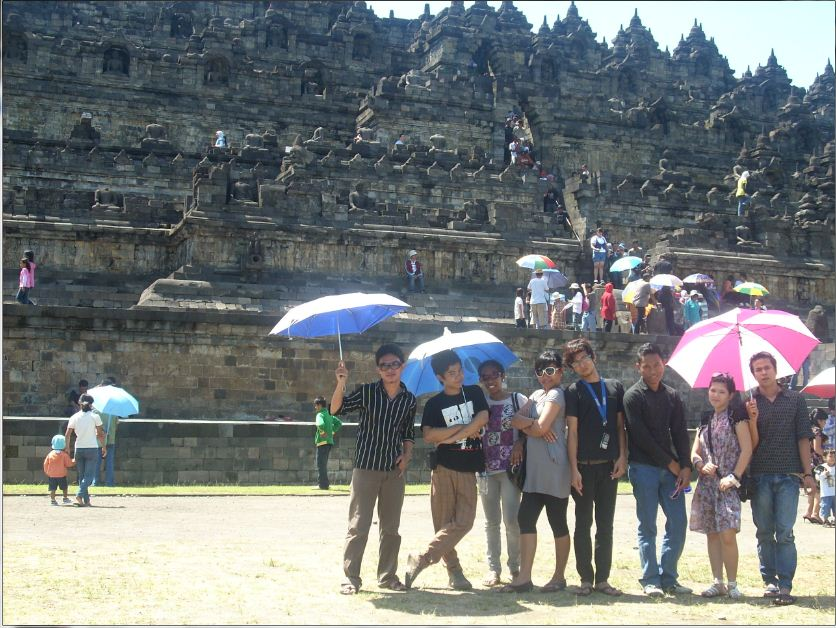
ボロブドゥール寺院北庭
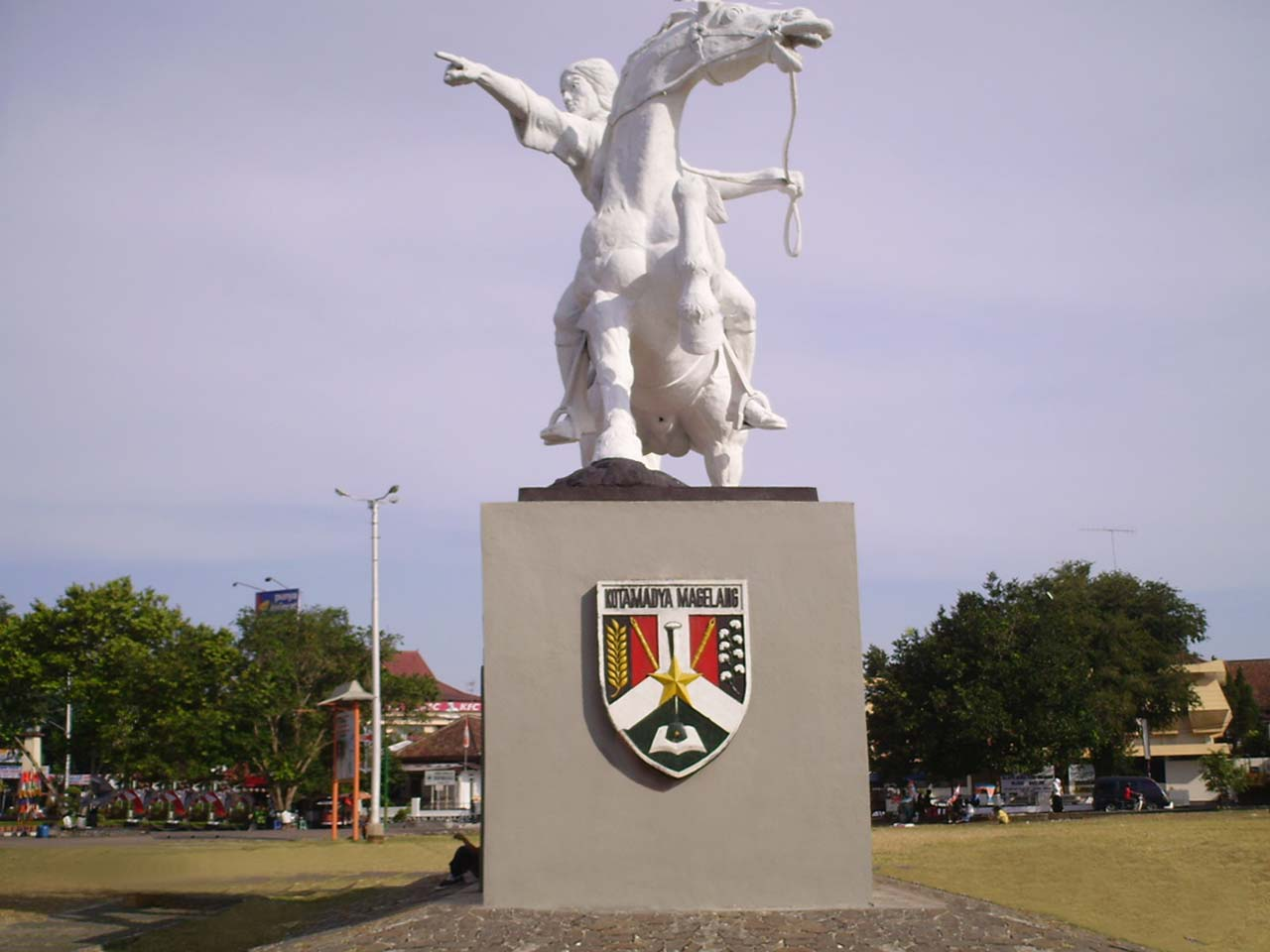
中央公園
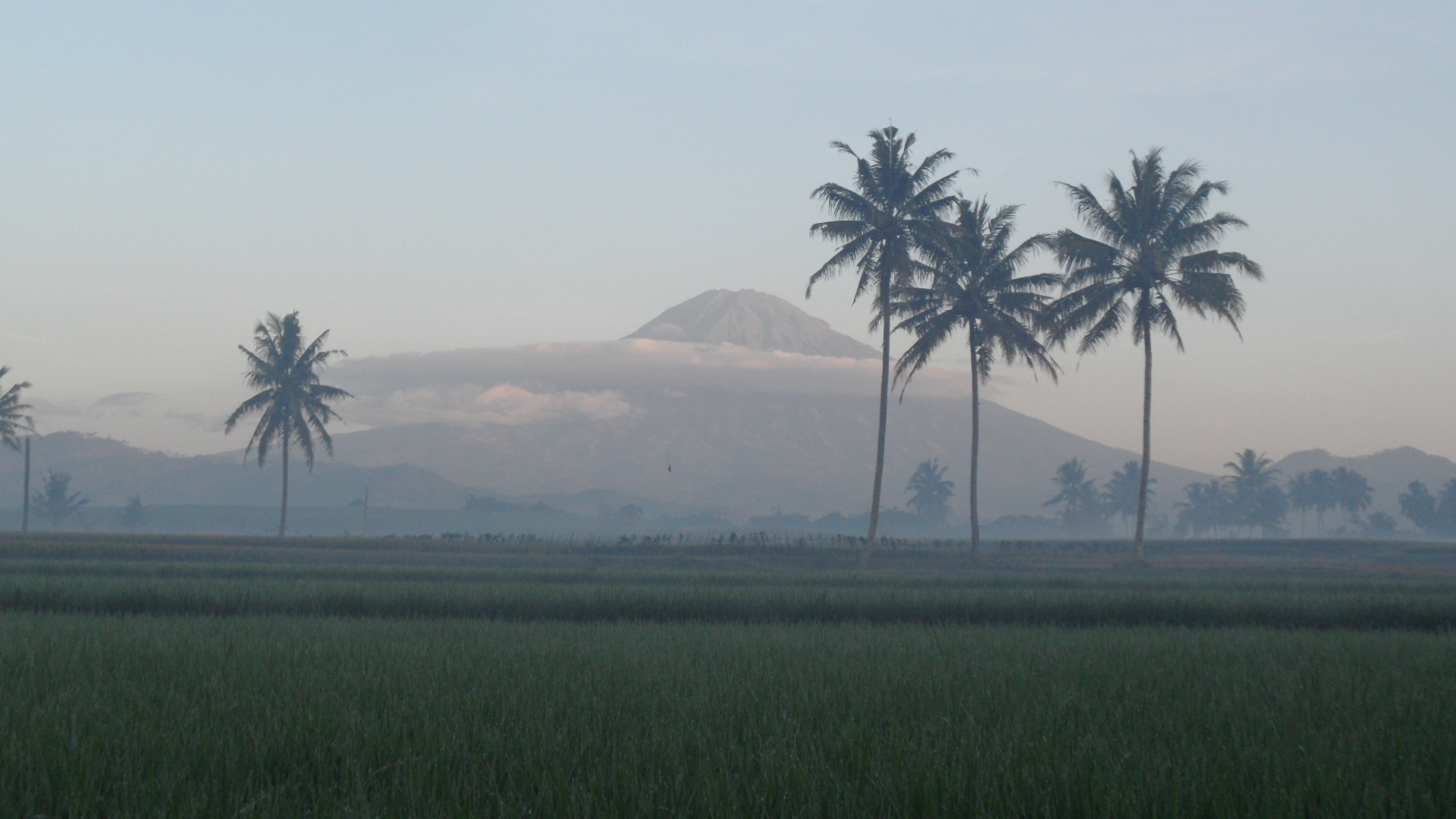
スンビン山
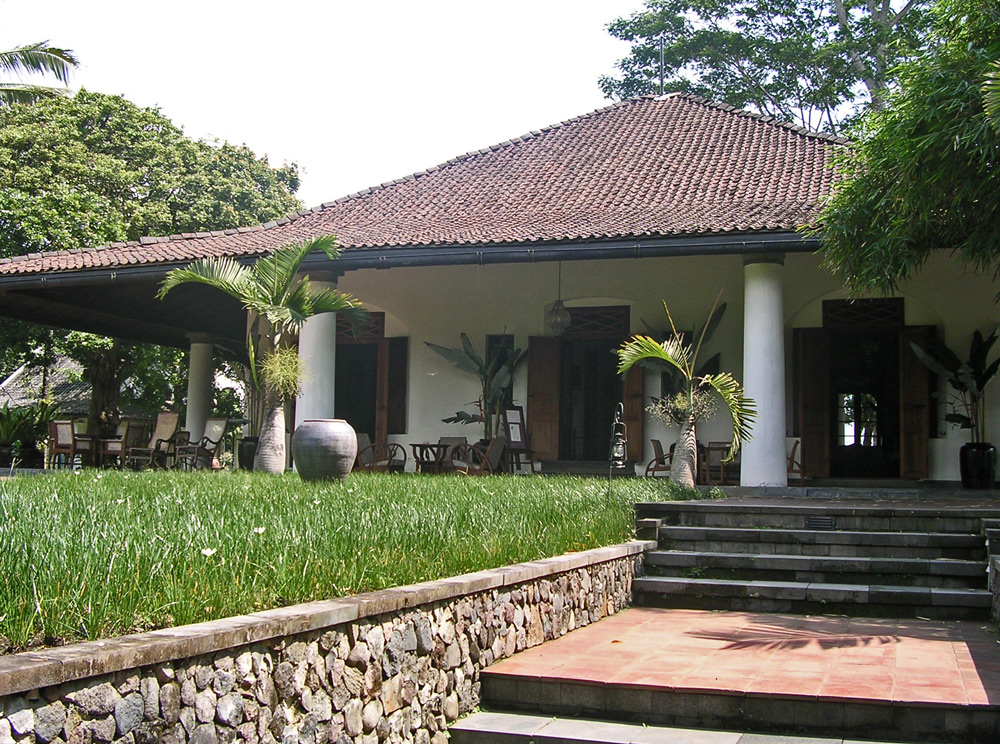
19世紀のインド・ヨーロッパ混合農園。現在のロサリ・リゾート。